# Championnat de Gibraltar de football 2015-2016
Navigation
Saison 2014-2015 Saison 2016-2017
La saison 2015-2016 de la Premier Division (appelé Argus Insurance Premier Division pour des raisons de parrainage) est la 113e édition du championnat de Gibraltar de football. Le plus haut niveau du football gibraltarien, organisé par la Gibraltar Football Association, oppose cette saison dix clubs en une série de vingt-sept rencontres jouées entre 25 septembre 2015 et 16 mai 2016.
Lors de cette saison, Lincoln Red Imps FC défend son titre face à neuf autres équipes dont deux promus de deuxième division que sont Gibraltar United FC et Angels FC.
Une place pour le premier tour de qualification de la Ligue des champions 2016-2017 est attribuée au vainqueur du championnat. Le dernier est quant à lui directement relégué en deuxième division et remplacé par le champion de cette division, tandis que l'avant-dernier affronte le second de deuxième division lors d'un match de barrage de promotion-relégation à la fin de la saison dont le vainqueur est maintenu ou promu en première division pour la saison suivante.

## Équipes participantes
Après la saison 2014-2015, aucune équipes ont été relégués en deuxième division. Les équipes de Gibraltar United FC et Angels FC ont été promus en tant que Champion et finaliste de la Deuxième Division de football de Gibraltar de la saison 2014-2015, lorsque le format du Championnat se porta à dix équipes pour la saison 2015-2016.
Légende des couleurs
- Premier tour de qualification de la Ligue des champions 2015-2016
- Premier tour de qualification de la Ligue Europa 2015-2016
- Promu de Deuxième division 2014-2015

| Club                | Classement 2014-2015 | Entraîneur                             | Depuis    |
| ------------------- | -------------------- | -------------------------------------- | --------- |
| Lincoln Red Imps FC | 1er                  | Julio Ribas Mike McElwee Raul Procopio | 2016 2014 |
| Europa FC           | 2e                   | Dimas Carrasco                         | 2015      |
| Lynx FC             | 3e                   | Albert Parody                          | 2007      |
| St. Joseph's FC     | 4e                   | Alfonso Cortijo Cabrera                | 2015      |
| Manchester 62 FC    | 5e                   | Juan Carlos Camacho David Ochello      | 2016 2015 |
| Glacis United FC    | 6e                   | Daniel Amaya                           | 2015      |
| FC Britannia XI     | 7e                   | Juan Luis Pérez Herrera                | 2014      |
| Lions Gibraltar FC  | 8e                   | David Wilson Jeff Wood                 | 2016 2015 |
| Gibraltar United FC | 1er (D2)             | Manuelo Nunez Sanchez                  | 2015      |
| Angels FC           | 2e (D2)              | Giovanni Bagu                          | 2014      |

## Compétition

### Format
Chacune des dix équipes participant au championnat s'affronte à trois reprises pour un total de vingt-sept matchs chacune. Tous les matchs sont joués au Victoria Stadium de Gibraltar. L'équipe terminant dixième est directement reléguée en deuxième division tandis que l'équipe terminant à la neuvième place joue un match de barrage promotion-relégation contre le second de deuxième division.

### Classement
Les équipes sont classées selon leur nombre de points, lesquels sont répartis comme suit : trois points pour une victoire, un point pour un match nul et zéro point pour une défaite. Pour départager les égalités, les critères suivants sont utilisés :
1. Différence de buts générale
2. Nombre de buts marqués

Si ces critères ne permettent pas de départager les équipes à égalité, celles-ci occupent donc la même place au classement officiel. Si deux équipes sont à égalité parfaite au terme du championnat et que le titre de champion, la qualification à une compétition européenne ou la relégation sont en jeu, les deux équipes doivent se départager au cours d'un match d'appui disputé sur terrain neutre.
| \| Rang \| Équipe \| Pts \| J \| G \| N \| P \| Bp \| Bc \| Diff \| \| ---- \| ----------------------- \| --- \| -- \| -- \| - \| -- \| --- \| --- \| ---- \| \| 1 \| Lincoln Red Imps FC T C \| 76 \| 27 \| 25 \| 1 \| 1 \| 130 \| 9 \| +121 \| \| 2 \| Europa FC \| 65 \| 27 \| 21 \| 2 \| 4 \| 82 \| 18 \| +64 \| \| 3 \| St. Joseph's FC \| 45 \| 27 \| 14 \| 3 \| 10 \| 50 \| 37 \| +13 \| \| 4 \| Lions Gibraltar FC \| 45 \| 27 \| 14 \| 3 \| 10 \| 49 \| 44 \| +5 \| \| 5 \| Lynx FC \| 36 \| 27 \| 11 \| 2 \| 14 \| 37 \| 40 \| -3 \| \| 6 \| Manchester 62 FC \| 32 \| 27 \| 9 \| 5 \| 13 \| 41 \| 49 \| -8 \| \| 7 \| Glacis United FC \| 32 \| 27 \| 10 \| 2 \| 15 \| 40 \| 67 \| -27 \| \| 8 \| Gibraltar United FC P \| 29 \| 27 \| 9 \| 2 \| 16 \| 27 \| 56 \| -29 \| \| 9 \| FC Britannia XI \| 26 \| 27 \| 8 \| 2 \| 16 \| 35 \| 84 \| -49 \| \| 10 \| Angels FC P \| 9 \| 27 \| 3 \| 0 \| 24 \| 20 \| 107 \| -87 \| | Qualifications européennes - 1er : 1er tour de qualification en Ligue des champions 2016-2017 - 2e : 1er tour de qualification en Ligue Europa 2016-2017 Relégations - 9e : Barrage de relégation en Deuxième Division 2016-2017 - 10e : Relégation en Deuxième Division 2016-2017 Abréviations - T : Tenant du titre - C : Vainqueur de la Coupe de Gibraltar 2015-2016 - P : Promu de Deuxième Division 2014-2015 |     |    |    |   |    |     |     |      |
| Rang | Équipe | Pts | J  | G  | N | P  | Bp  | Bc  | Diff |
| 1 | Lincoln Red Imps FC T C | 76  | 27 | 25 | 1 | 1  | 130 | 9   | +121 |
| 2 | Europa FC | 65  | 27 | 21 | 2 | 4  | 82  | 18  | +64  |
| 3 | St. Joseph's FC | 45  | 27 | 14 | 3 | 10 | 50  | 37  | +13  |
| 4 | Lions Gibraltar FC | 45  | 27 | 14 | 3 | 10 | 49  | 44  | +5   |
| 5 | Lynx FC | 36  | 27 | 11 | 2 | 14 | 37  | 40  | -3   |
| 6 | Manchester 62 FC | 32  | 27 | 9  | 5 | 13 | 41  | 49  | -8   |
| 7 | Glacis United FC | 32  | 27 | 10 | 2 | 15 | 40  | 67  | -27  |
| 8 | Gibraltar United FC P | 29  | 27 | 9  | 2 | 16 | 27  | 56  | -29  |
| 9 | FC Britannia XI | 26  | 27 | 8  | 2 | 16 | 35  | 84  | -49  |
| 10 | Angels FC P | 9   | 27 | 3  | 0 | 24 | 20  | 107 | -87  |

### Résultats
| Résultats (▼dom., ►ext.)                                   | AFC | FCB  | EFC | GIB | GLA  | LIN  | LFC | LFC | MAN | SJO | AFC  | FCB  | EFC  | GIB | GLA | LIN | LFC | LFC | MAN | SJO |
| Angels FC                                                  |     | 0-3  | 2-3 | 1-2 | 0-3  | 0-13 | 0-3 | 1-2 | 1-5 | 0-3 |      |      | 0-3  | 1-7 |     |     | 0-1 | 1-2 | 1-6 |     |
| FC Britannia XI                                            | 3-1 |      | 1-4 | 1-1 | 2-3  | 0-1  | 0-4 | 0-1 | 0-2 | 4-3 | 4-3  |      | 1-16 | 0-2 |     |     | 1-4 | 0-2 |     |     |
| Europa FC                                                  | 3-0 | 10-1 |     | 2-0 | 6-0  | 1-1  | 2-0 | 2-1 | 4-0 | 2-0 |      |      |      |     | 0-1 | 2-0 | 0-1 |     | 5-0 | 2-1 |
| Gibraltar United FC                                        | 1-2 | 1-3  | 0-2 |     | 1-0  | 0-6  | 1-0 | 0-3 | 1-0 | 0-2 |      |      | 1-3  |     | 0-2 |     |     |     | 2-2 | 1-3 |
| Glacis United FC                                           | 0-2 | 0-3  | 0-2 | 1-2 |      | 1-6  | 6-0 | 0-2 | 1-1 | 3-5 | 6-1  | 1-0  |      |     |     | 1-4 |     | 2-1 |     |     |
| Lincoln Red Imps FC                                        | 5-0 | 3-2  | 2-0 | 7-0 | 11-0 |      | 4-0 | 4-0 | 4-0 | 4-0 | 13-1 | 10-0 |      | 4-0 |     |     |     | 4-0 |     |     |
| Lions Gibraltar FC                                         | 2-0 | 1-0  | 0-3 | 3-0 | 5-0  | 0-2  |     | 1-1 | 0-1 | 3-1 |      |      |      | 1-3 | 6-3 | 1-7 |     | 4-1 |     |     |
| Lynx FC                                                    | 6-0 | 0-3  | 1-2 | 3-0 | 0-1  | 0-2  | 1-2 |     | 2-2 | 1-0 |      |      | 0-1  | 0-1 |     |     |     |     | 2-0 | 2-4 |
| Manchester 62 FC                                           | 4-1 | 0-2  | 1-1 | 1-0 | 1-0  | 0-4  | 2-3 | 1-2 |     | 0-1 |      | 6-0  |      |     | 1-3 | 0-4 | 2-2 |     |     | 3-0 |
| St. Joseph's FC                                            | 4-0 | 1-1  | 3-1 | 4-0 | 3-0  | 0-2  | 1-1 | 1-0 | 2-0 |     | 0-1  | 4-0  |      |     | 2-2 | 0-3 | 2-1 |     |     |     |
| - Victoire à domicile - Match nul - Victoire à l'extérieur |     |      |     |     |      |      |     |     |     |     |      |      |      |     |     |     |     |     |     |     |

### Barrage de promotion-relégation
À la fin de la saison, un match de barrage de promotion-relégation oppose le neuvième de première division, FC Britannia XI, au second de deuxième division, SC Mons Calpe. Ce match de barrage se joue le 31 mai 2016 et se conclut par une victoire de Mons Calpe sur le score de deux buts à un lui permettant d'être promu en première division, tandis que Britannia XI est relégué en deuxième division.
| 31 mai 2016 | FC Britannia XI (I)                    | 1 - 2   | Mons Calpe SC (II)                     | Victoria Stadium |  |
| 20 h 30     | Gilroy 2e                              | (1 - 0) | 50e 52e Vasquez Gonzalez               |                  |  |
| 20 h 30     | Breakspear · Monken Arruda · Sansolini | Rapport | Dalli · Ruiz · Castillo · Ruiz Vallejo |                  |  |

## Statistiques

### Domicile et Extérieur
| Rang | Équipe              | Pts | J  | G  | N | P  | Bp | Bc | Diff |
| ---- | ------------------- | --- | -- | -- | - | -- | -- | -- | ---- |
| 1    | Lincoln Red Imps FC | 39  | 13 | 13 | 0 | 0  | 75 | 3  | +72  |
| 2    | Europa FC           | 34  | 13 | 11 | 1 | 1  | 41 | 5  | +36  |
| 3    | St. Joseph's FC     | 27  | 14 | 7  | 3 | 3  | 27 | 12 | +15  |
| 4    | Lions Gibraltar FC  | 25  | 14 | 8  | 1 | 5  | 31 | 22 | +9   |
| 5    | Manchester 62 FC    | 17  | 14 | 9  | 6 | 4  | 22 | 23 | -1   |
| 6    | Lynx FC             | 13  | 13 | 4  | 1 | 8  | 18 | 18 | 0    |
| 7    | FC Britannia XI     | 13  | 13 | 3  | 1 | 10 | 17 | 47 | -30  |
| 8    | Glacis United FC    | 11  | 13 | 3  | 2 | 8  | 22 | 29 | -7   |
| 9    | Gibraltar United FC | 10  | 14 | 3  | 1 | 9  | 9  | 28 | -19  |
| 10   | Angels FC           | 0   | 14 | 0  | 0 | 14 | 8  | 56 | -48  |

| Rang | Équipe              | Pts | J  | G  | N | P  | Bp | Bc | Diff |
| ---- | ------------------- | --- | -- | -- | - | -- | -- | -- | ---- |
| 1    | Lincoln Red Imps FC | 37  | 14 | 12 | 1 | 1  | 55 | 6  | +49  |
| 2    | Europa FC           | 31  | 14 | 10 | 1 | 3  | 41 | 13 | +28  |
| 3    | Lynx FC             | 23  | 14 | 7  | 2 | 5  | 18 | 21 | -3   |
| 4    | Lions Gibraltar FC  | 20  | 13 | 6  | 2 | 5  | 18 | 22 | -4   |
| 5    | Gibraltar United FC | 19  | 14 | 6  | 1 | 7  | 18 | 28 | -10  |
| 6    | Glacis United FC    | 19  | 14 | 6  | 1 | 7  | 18 | 38 | -20  |
| 7    | St. Joseph's FC     | 18  | 13 | 6  | 0 | 7  | 23 | 25 | -2   |
| 8    | FC Britannia XI     | 16  | 13 | 5  | 1 | 7  | 18 | 37 | -19  |
| 9    | Manchester 62 FC    | 15  | 13 | 4  | 3 | 6  | 19 | 26 | -7   |
| 10   | Angels FC           | 9   | 13 | 3  | 0 | 10 | 12 | 51 | -39  |

### Buts marqués par journée
Ce graphique représente le nombre de buts marqués lors de chaque journée.

### Classement des buteurs
| #  | Buteur             | Club                | buts |
| -- | ------------------ | ------------------- | ---- |
| 1  | Pedro Padal        | Europa FC           | 29   |
| 2  | George Cabrera     | Lincoln Red Imps FC | 24   |
| 3  | Guido Abayian      | Lincoln Red Imps FC | 20   |
| 4  | Sergio Gines       | Lions Gibraltar FC  | 19   |
| 5  | Kyle Casciaro      | Lincoln Red Imps FC | 17   |
| 5  | Lee Casciaro       | Lincoln Red Imps FC | 17   |
| 7  | Cristian Toncheff  | Manchester 62 FC    | 16   |
| 7  | Juan Pablo Sastrie | Glacis United FC    | 16   |
| 7  | Joseph Chipolina   | Lincoln Red Imps FC | 16   |
| 10 | Robert Montovio    | Gibraltar United FC | 15   |

## Bilan de la saison
| Championnat de Gibraltar de football 2015-2016      |                                 |
| Champion                                            | Lincoln Red Imps FC (22e titre) |
| Coupes et trophées                                  |                                 |
| Vainqueur de la Coupe de Gibraltar 2015-2016        | Lincoln Red Imps FC             |
| Qualifications continentales                        |                                 |
| Ligue des champions de l'UEFA 2016-2017             | Lincoln Red Imps FC             |
| Ligue Europa 2016-2017                              | Europa FC                       |
| Promotions et relégations                           |                                 |
| Promus en Championnat de Gibraltar de football D1   | Europa Point FC                 |
| Promus en Championnat de Gibraltar de football D1   | Mons Calpe SC                   |
| Relégués en Championnat de Gibraltar de football D2 | FC Britannia XI                 |
| Relégués en Championnat de Gibraltar de football D2 | Angels FC                       |

## Parcours en coupes d'Europe

### Parcours européen des clubs

#### Lincoln Red Imps FC
Les équipes marquées d'un astérisque sont têtes de série lors du tirage au sort.
| Équipe                                               | Aller                                               | Total                                               | Retour                                              | Équipe                                              |
| Ligue des champions - Premier tour de qualification  | Ligue des champions - Premier tour de qualification | Ligue des champions - Premier tour de qualification | Ligue des champions - Premier tour de qualification | Ligue des champions - Premier tour de qualification |
| ---------------------------------------------------- | --------------------------------------------------- | --------------------------------------------------- | --------------------------------------------------- | --------------------------------------------------- |
| Lincoln Red Imps FC                                  | 0 - 0                                               | 2 - 1                                               | 2 - 1                                               | FC Santa Coloma*                                    |
| Ligue des champions - Deuxième tour de qualification |                                                     |                                                     |                                                     |                                                     |
| *FC Midtjylland                                      | 1 - 0                                               | 3 - 0                                               | 2 - 0                                               | Lincoln Red Imps FC                                 |

#### Europa FC
Les équipes marquées d'un astérisque sont têtes de série lors du tirage au sort.
| Équipe                                       | Aller                                        | Total                                        | Retour                                       | Équipe                                       |
| Ligue Europa - Premier tour de qualification | Ligue Europa - Premier tour de qualification | Ligue Europa - Premier tour de qualification | Ligue Europa - Premier tour de qualification | Ligue Europa - Premier tour de qualification |
| -------------------------------------------- | -------------------------------------------- | -------------------------------------------- | -------------------------------------------- | -------------------------------------------- |
| Europa FC                                    | 0 - 6                                        | 0 - 9                                        | 0 - 3                                        | Slovan Bratislava*                           |

### Coefficient UEFA des clubs engagés en Coupe d'Europe
Le parcours des clubs gibraltariens en coupes d'Europe est important puisqu'il détermine le coefficient UEFA, et donc le nombre de clubs gibraltariens présents en coupes d'Europe les années suivantes.
Ce classement est fondé sur les résultats des clubs entre la saison 2011-2012 et la saison 2015-2016. Il sert pour les tirages aux sort des compétitions européennes 2016-2017. Seuls les clubs gibraltariens sont ici présentés.
- Ligue des champions 2015-2016
- Ligue Europa 2015-2016

Mise à jour le : 15 avril 2016
| Rang 2016 | Rang 2015 | Évolution | Club                | 2011-2012 | 2012-2013 | 2013-2014 | 2014-2015 | 2015-2016 | Coefficient |
| --------- | --------- | --------- | ------------------- | --------- | --------- | --------- | --------- | --------- | ----------- |
| 407       | 451       | +44       | Lincoln Red Imps FC | 0.000     | 0.000     | 0.000     | 0.550     | 1.150     | 1.700       |
| 455       | 454       | -1        | Europa FC           | 0.000     | 0.000     | 0.000     | 0.300     | 0.400     | 0.700       |

### Coefficient UEFA du championnat gibraltarien
Le parcours des clubs gibraltariens en UEFA est important puisqu'il détermine le coefficient UEFA, et donc les futures places en coupes d'Europe des différents clubs gibaltrariens.
Mise à jour le : 15 avril 2016
| Rang 2016 | Rang 2015 | Évolution | Ligue          | 2011-2012 | 2012-2013 | 2013-2014 | 2014-2015 | 2015-2016 | Coefficient | Places en LC | Places en LC | Places en LC | Places en LC | Places en LC | Places en LE | Places en LE | Places en LE | Places en LE | Places en LE | Équipes en Lice | Équipes en Lice |
| Rang 2016 | Rang 2015 | Évolution | Ligue          | 2011-2012 | 2012-2013 | 2013-2014 | 2014-2015 | 2015-2016 | Coefficient | PG           | TB           | T3           | T2           | T1           | PG           | TB           | T3           | T2           | T1           | LC              | LE              |
| --------- | --------- | --------- | -------------- | --------- | --------- | --------- | --------- | --------- | ----------- | ------------ | ------------ | ------------ | ------------ | ------------ | ------------ | ------------ | ------------ | ------------ | ------------ | --------------- | --------------- |
| 50        | 47        | -3        | Malte          | 0,833     | 0,875     | 0,875     | 0,125     | 0,875     | 3,583       | -            | -            | -            | -            | 1            | -            | -            | -            | -            | 3            | 0               | 0               |
| 51        | 50        | -1        | Pays de Galles | 0,625     | 0,500     | 0,750     | 0,125     | 1,500     | 3,500       | -            | -            | -            | -            | 1            | -            | -            | -            | -            | 3            | 0               | 0               |
| 52        | 54        | +2        | Gibraltar      | 0,000     | 0,000     | 0,000     | 0,250     | 0,750     | 1,000       | -            | -            | -            | -            | 1            | -            | -            | -            | -            | 1            | 0               | 0               |
| 53        | 52        | -1        | Andorre        | 0,000     | 0,000     | 0,333     | 0,500     | 0,166     | 0,999       | -            | -            | -            | -            | 1            | -            | -            | -            | -            | 2            | 0               | 0               |
| 54        | 53        | -1        | Saint-Marin    | 0,000     | 0,000     | 0,333     | 0,000     | 0,000     | 0,333       | -            | -            | -            | -            | 1            | -            | -            | -            | -            | 2            | 0               | 0               |

Le classement UEFA de la fin de saison 2015-2016 donne le classement et donc la répartition et le nombre d'équipes pour les coupes d'Europe de la saison 2017-2018.